# Berekhat Ram-i vénusz
A Berekhat Ram-i vénusz a Golán-fennsíkon talált tárgy, szobor volta vitatott. Az izraeli leletek rétegtanából következően felmerült, hogy a helyi Homo erectus populáció alkotása az acheuli kultúra idejéből. Ilyen módon valószínűleg semmi köze nincs az európai cro-magnoni ember idoljaihoz az aurignaci (Hohler Fels-i vénusz) és a gravetti műveltségekből. Korát 240 000 év körülire teszik.
A szobor kidolgozatlan, épp csak sejteni lehet benne az emberi formát, 35 mm magasságú kavicsos tufából készült. Helyenként csak karcolásokkal jelzett részletek vannak rajta. Eredetileg erősen vitatták az emberi közreműködést, felvetve, hogy teljes egészében természetes kopás, erózió alakította ki. Alexander Marshack és Steven Mithen 1997 és 1999 között vitatkozott erről, az előbbi szerint emberi, az utóbbi szerint nem bizonyíthatóan emberi képződmény. 2000-ben d'Errico és Nowell az emberi eredet mellett érvelt.